# Christian A. Pierce
Christian Alexander Pierce (30 september 1991) is een Amerikaans scenarioschrijver, regisseur, producent en acteur. Hij studeerde Creative Writing aan de Universiteit van Arizona en is vooral bekend door zijn samenwerking met Jimmy Tatro rond het populaire YouTube-kanaal LifeAccordingToJimmy, met 3,4 miljoen abonnees en 640 miljoen videoweergaven.